# 方墉
方墉（?—?），字既堂，浙江錢塘縣（今屬杭州市）人。清朝政治人物。

## 生平
道光十八年（1838年）戊戌科進士。選翰林院庶吉士，散館授編修。官至山東運河道。